# 羅素廣場站
羅素廣場站（英語：Russel Square tube station）位於英國倫敦康登區，是倫敦地鐵皮卡迪利線的地鐵站。本站雖然不大，但人潮仍相當不少，出入乘客主要為上班族及住在布倫貝利區一帶旅館內的觀光客。

## 概述
本站係由大北方及皮卡迪利布朗普頓鐵路（今皮卡迪利線）於1906年12月15日啟用，距離羅素廣場花園、大英博物館及大奥蒙德街醫院（Great Ormond Street Hospital）均不遠，設有三組電梯，還有一座177階的螺旋梯（站內的標示則為175階）可通往月台，卻沒有電扶梯。
2005年7月7日倫敦地鐵遭到炸彈攻擊，一列地鐵列車在本站和國王十字聖潘克拉斯站間的隧道內爆炸，造成26人死亡。

## 圖片

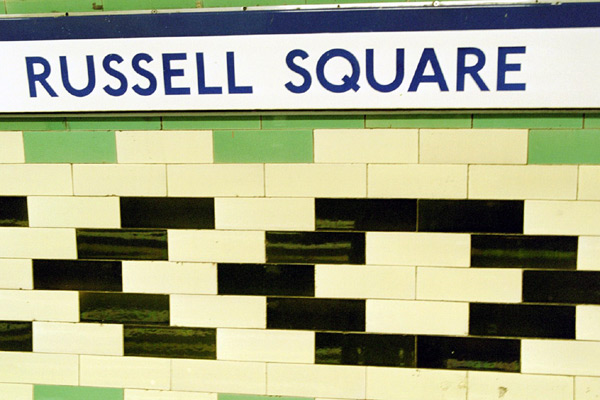
羅素廣場站內牆上的瓦作
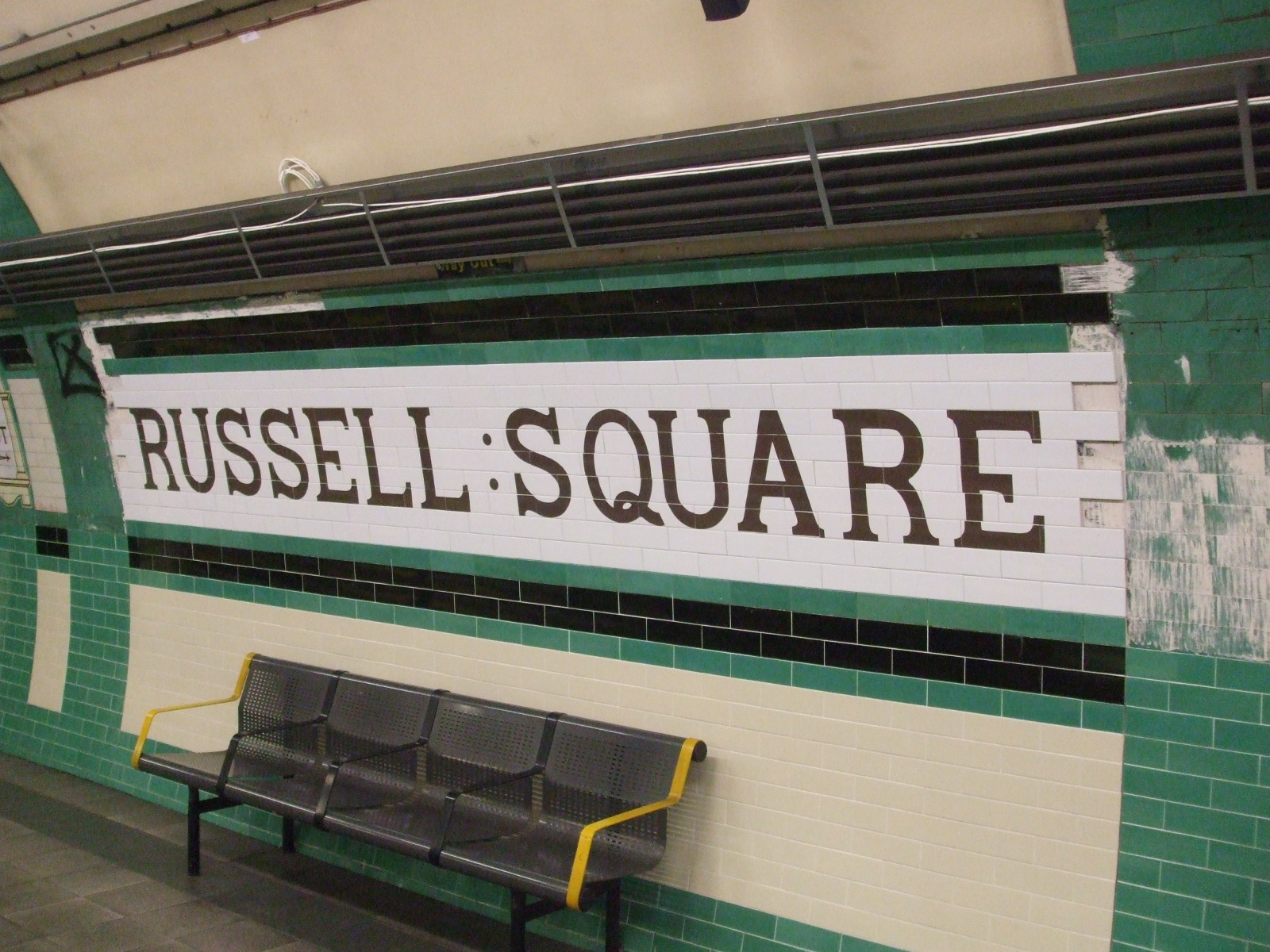
羅素廣場站西行月台牆上的站名瓦作
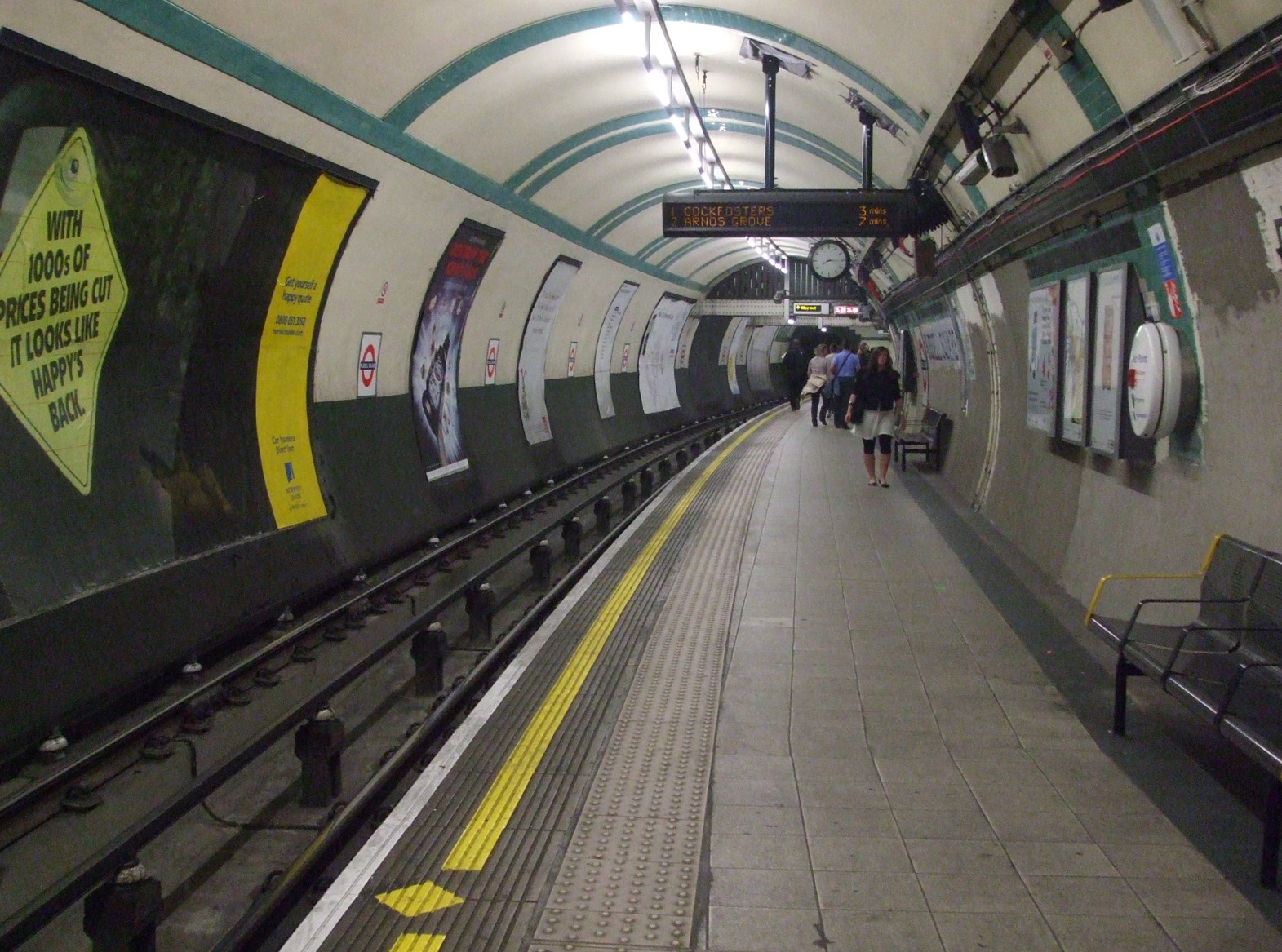
羅素廣場站西行月台
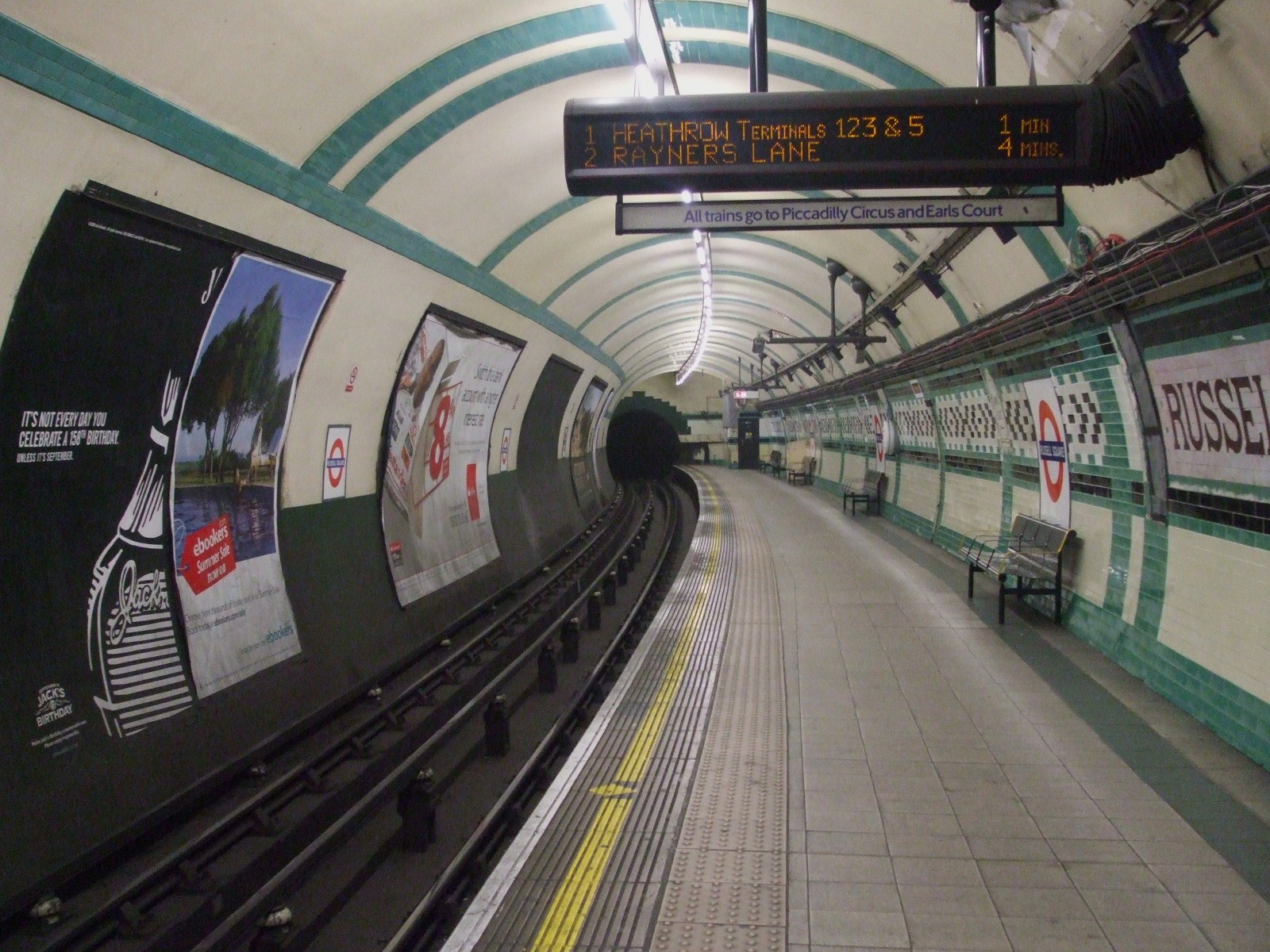
羅素廣場站東行月台